# Il commissariato Saint Martin
Il commissariato Saint Martin (P.J.; anche P.J. - Police judiciaire) è una serie televisiva francese in 146 episodi trasmessi per la prima volta nel corso di 15 stagioni dal 1997 al 2009. La serie è nota in Italia anche con il titolo P.J. - Police judiciaire.
È una serie poliziesca incentrata sulle vicende del personale di una stazione di polizia di Parigi, nella zona del Canal Saint-Martin. Inizialmente, la squadra di investigatori è composta dal capitano Vincent Fournier, dal tenente Bernard Leonetti, amico personale di Fournier, e dal tenente Mourad Beckaoui, tutti sotto il comando del commissario Henri Meurteaux. I personaggi cambieranno poi con il passare delle stagioni.

## Personaggi e interpreti
- Bernard Léonetti (131 episodi, 1997-2009), interpretato da Charles Schneider.
- Nadine Lemercier (125 episodi, 1997-2009), interpretata da Valérie Bagnou-Beido.
- Chloé Mathieu (113 episodi, 1999-2009), interpretata da Raphaëlle Lubansu.
- Commissaire Henri Meurteaux (101 episodi, 1997-2009), interpretato da Marc Betton.
- Vincent Fournier (97 episodi, 1997-2009), interpretato da Bruno Wolkowitch.
- Agathe Monnier (94 episodi, 2000-2008), interpretata da Emmanuelle Bach.
- Karim (66 episodi, 2002-2009), interpretato da El Driss.
- Alain Porret (66 episodi, 1999-2006), interpretato da Thierry Desroses.
- Rayann Bakir (56 episodi, 2002-2009), interpretato da Jalil Naciri.
- Franck Lamougies (43 episodi, 2000-2008), interpretato da Guillaume Cramoisan.
- Maxime Lukas (39 episodi, 2006-2009), interpretato da François Feroleto.
- Marie Lopez (28 episodi, 1997-2006), interpretata da Lisa Martino.
- Marie-Amélie (18 episodi, 2004-2009), interpretata da Marie-Amélie Aubert.
- José (17 episodi, 2004-2009), interpretato da José Ribera.
- Igor (16 episodi, 2007-2009), interpretato da Igor Chometowski.
- Maud Saurin (15 episodi, 1999-2009), interpretata da Cécile Richard.
- Sofiane (14 episodi, 2004-2009), interpretata da Sofiane Amokrane.
- Pierre-Loïc (14 episodi, 2008-2009), interpretato da Pierre-Loïc Monfroy.
- Saboureau (13 episodi, 2007-2009), interpretata da Nathalie Cerda.
- Janine Leonetti (12 episodi, 1997-1999), interpretata da Christine Citti.
- Mourad Béckaoui (12 episodi, 1997-1998), interpretato da Lilah Dadi.

## Produzione
La serie fu ideata da Michelle Podroznik e Frédéric Krivine.  Le musiche furono composte da Richard Galliano.

### Registi
Tra i registi sono accreditati:
- Gérard Vergez in 78 episodi (1997-2007)
- Claire de la Rochefoucauld in 15 episodi (2006-2009)
- Thierry Petit in 11 episodi (2007-2009)
- Brigitte Coscas in 8 episodi (2002-2005)
- Christophe Barbier in 6 episodi (2005-2006)
- Pierre Leix-Cote in 5 episodi (2008)
- Frédéric Krivine in 4 episodi (1999)
- Christian François in 4 episodi (2000-2006)
- Benoît d'Aubert in 4 episodi (2000-2001)
- Christian Bonnet in 2 episodi (2001)
- Étienne Dhaene in 2 episodi (2004)
- Pascal Heylbroeck in 2 episodi (2009)
- Akim Isker in 2 episodi (2009)

## Distribuzione
La serie fu trasmessa in Francia dal 12 settembre 1997 al 28 agosto 2009 sulla rete televisiva France 2. In Italia furono trasmessi i primi 66 episodi dal 2003 su RaiSat Fiction e RaiSat Premium con il titolo P.J. - Police judiciaire e poi tutti gli episodi dal 17 luglio 2004 su Rete 4 con il titolo Il commissariato Saint Martin (e con un nuovo doppiaggio).

## Episodi
| Stagione             | Episodi | Prima TV Francia | Prima TV Italia |
| -------------------- | ------- | ---------------- | --------------- |
| Prima stagione       | 6       | 1997             |                 |
| Seconda stagione     | 6       | 1998             |                 |
| Terza stagione       | 12      | 1999             |                 |
| Quarta stagione      | 12      | 2000             |                 |
| Quinta stagione      | 12      | 2001             |                 |
| Sesta stagione       | 12      | 2002             |                 |
| Settima stagione     | 13      | 2003             |                 |
| Ottava stagione      | 12      | 2004             |                 |
| Nona stagione        | 12      | 2005             |                 |
| Decima stagione      | 12      | 2006             |                 |
| Undicesima stagione  | 13      | 2007             |                 |
| Dodicesima stagione  | 12      | 2007-2008        |                 |
| Tredicesima stagione | 12      | 2009             |                 |